# 馬薩馬里區
馬薩馬里區（西班牙語：Distrito de Mazamari），是秘魯的一個區，位於該國中部胡寧大區的薩蒂波省，始建於1965年3月26日，面積6,530.24平方公里，2007年人口28,269，人口密度每平方公里4.33人。